# Самарський обласний державний театр ляльок
Самарський обласний державний театр ляльок (рос. Самарский областной государственный театр кукол) — обласний державний театр ляльок у місті Самарі (Росія).

## Загальні дані
Театр розташований у окремій (але на тепер замалій) будівлі за адресою: 
вул. Льва Толстого, б. 82, м. Самара-443041 (Росія).

## З історії театру
Театр ляльок у Самарі був заснований 22 вересня 1932 року.
Історія самарського лялькового розпочалася з 5 акторів. З Ленінграда приїхав лялькар Євгеній Деммені, що взявся навчати місцевих артистів роботі з лялькою-маріонеткою.
1934 року першим художнім керівником театру стала Т.Г. Каракозова, яка ставила п'єси, що стали на тепер класикою радянського лялькового театру. Серед них: «По щучьему велению» Є. Тараковської, «Красная шапочка» Є. Шварца, «Гусенок» Є. Гернет, «Маугли» Р. Кіплінга, «Гулливер в стране лилипутов» Д. Свіфта.
Театр працював і в роки німецько-радянської війни — звертався до воєнної тематики, зокрема, часто ставили спектаклі за творами А. Гайдара.
У непрості повоєнні роки в репертуарі самарських лялькарів було багато вистав виховного характеру.
У 1960-х роках театру віддали частину приміщення (крило) місцевого ТЮГу, потім колектив квартирував у будинку на Ново-Садовій вулиці (зараз тут Внєшторгбанк).
нарешті від 1974 року театр міститься у будинку № 82 по вулиці Льва Толстого (власне приміщення).
А в 2008 році було виділено два гектари землі для зведення нового приміщення Самарського театру ляльок у районі Воронезьких озер
.
Загалом протягом історії Самарського обласного державного театру ляльок творчим колективом було поставлено понад 300 вистав. У чинному ж репертуарі зазвичай близько 30 вистав.

## Виноски
1. ↑  Два гектари землі для театру ляльок, інф. на www.news.samara.ru[недоступне посилання](рос.)[недоступне посилання з липня 2019]